# Incrustoporia
Incrustoporia is een geslacht van schimmels behorend tot de familie Incrustoporiaceae. De typesoort is Incrustoporia stellae. Later is deze soort hernoemt naar Skeletocutis stellae.

## Soorten
Volgens Index Fungorum telt het geslacht vijf soorten (peildatum augustus 2023):
| Soortnaam                 | Auteur(s)         | Publicatiejaar |
| ------------------------- | ----------------- | -------------- |
| Incrustoporia biguttulata | (Romell) Zmitr.   | 2018           |
| Incrustoporia borealis    | (Niemelä) Zmitr.  | 2018           |
| Incrustoporia brevispora  | (Niemelä) Zmitr.  | 2018           |
| Incrustoporia chrysella   | (Niemelä) Zmitr.  | 2018           |
| Incrustoporia papyracea   | (A. David) Zmitr. | 2018           |